# Скляр, Моисей Абрамович
Моисей Абрамович Скляр (1935—2021) — российский /советский экономист, доктор экономических наук (1987), профессор (1988) РГПУ (ЛГПИ) им. А. И. Герцена. Санкт-Петербург (Ленинград).

## Биография
Родился в Одессе. Вскоре после рождения переехал с родителями во Владивосток, где окончил среднюю школу.
Высшее образование получил в Ленинграде, в Финансово-экономическом институте на планово-экономическом факультете, специальность «экономика промышленности» (1952—1957). Работал в должности инженера — экономиста на предприятиях Владивостока.
В 1961—1964 гг. обучался в аспирантуре при кафедре экономики современного капитализма экономического факультета (зав. кафедрой — д.э.н., проф. С. И. Тюльпанов) Ленинградского государственного университета (ЛГУ/СПбГУ), где защитил кандидатскую диссертацию.
Дальнейшая профессиональная деятельность связана с РГПУ (ЛГПИ) им. А. И. Герцена, где проработал 57 лет: старший преподаватель, доцент, профессор. В 1998—2010 гг. возглавлял кафедру теоретической экономики.
Докторская диссертация:
- Хозяйственный расчет научно-производственного объединения : диссертация … доктора экономических наук : 08.00.01. — Ленинград, 1986. — 379 с.

## Научно-педагогическая деятельность
Автор более 150 опубликованных работ. В 1994 г. совместно с коллегами издал курс лекций для учителей «Основы экономической теории», а в 1999 г. вышло первое издание учебника для 10-11 кл. экономических школ и лицеев «Основы экономической теории». Учебник «Основы экономической теории» входит в серию учебников, подготовленных в рамках Проекта ТАСИС «Преподавание экономических и бизнес-дисциплин в средних школах, технических и классических университетах», реализованного Государственным университетом — Высшей школой экономики (ГУ-ВШЭ) и Фондом экономических исследований Университета «Эразмус», Роттердам (SEOR/EUR) в 1994—1998 гг. В 2020 г. вышло 25 издание, переработанного и улучшенного, двухтомного учебника для 10 — 11 классов общеобразовательных организаций.
Под его руководством защищено более 10 кандидатских и докторская диссертации.

## Награды
- Медаль "Ветеран труда" (1997), Медаль «В память 300-летия Петербурга»(2003), Грамота Министерства образования и науки РФ (2005), Звание «Почётный работник высшего профессионального образования»(2011)

## Основные работы
Учебные издания:
- Иванов С. И., Линьков А. Я. Скляр М. А. Шереметова В. В. (1994) Основы экономической теории. Курс лекций для учителей средней школы: Санкт-Петербург. Изд-во: Фонд «Культурная инициатива».
- Иванов С. И., Шереметова В. В., Скляр М. А., Линьков А. Я., Табачникас Б. И. (1999) Основы экономической теории. Учебник для учащихся 10-11 кл. экономических школ и лицеев. Москва.
- Иванов С. И., Скляр М. А., Линьков А. Я. (2020) Основы экономической теории. 10-11 классы. Углубленный уровень. Учебник. В 2 кн. Издательство: Вита-Пресс. Серия: Экономика и право.
- Микро- и макроэкономика. Практикум. (1997) Под. Ред. Ю. А. Огибина — СПб. Литера, соавт.

Монографии:
- Скляр М. А ред. (2004) Институциональные преобразования в России и структурная перестройка экономики: коллективная монография. СПб, Изд. РГПУ, 391с.;
- Скляр М. А ред. (2006) Теория и практика системной трансформации: коллективная монография. СПб, Изд. РГПУ, 309с.

Статьи:
- Крах либеральной модели капитализма: реальность или иллюзии (2009) //Известия РГПУ им. А. И. Герцена, № 104, с.111-125.
- С. И. Тюльпанов — воспитатель научной молодежи (2012)// Вестник Санкт-Петербургского университета, № 2, с.16-22.
- Цифровизация: основные направления, преимущества и риски (2019)/ Скляр М. А., Кудрявцева К. В. // Экономическое возрождение России. 2019. № 3 (61). С. 103—114.
- Economics of Industry 4.0 in the Political Economy Paradigm/ Kamila V. Kudryavtseva , Moisey A. Skliar , Lidiya R. Vakhitova and Natalya A. Shapiro /Industry 4.0. Implications for Management, Economics and Law. In: Interdisciplinary Thought of the 21st Century, Edited by: Marina L. Al’pidovskaya, Ludmila A. Karaseva, David I. Mamagulashvili, Aleksei V. Bogoviz and Artem Krivtsov. De Gruyter | 2021 /pp. 115—122 157p. DOI: https://doi.org/10.1515/9783110654486-013

## Семья
Жена — Сергеева Алла Григорьевна (1936 г. р); дети — дочь Татьяна и сын Алексей (1962 г. р); брат — Григорий Абрамович Скляр